# La dama del armiño (película de 1947)
La Dama del Armiño es una película histórica española de 1947 dirigida por Eusebio Fernández Ardavín y protagonizada por Lina Yegros, Jorge Mistral y Alicia Palacios, entre otros. Está basado en una obra en la cual se retrata la relación ficticia entre la hija del pintor El Greco y un joven judío orfebre enToledo del siglo XVI.
La película fue realizada por Suevia Películas, una de las compañías de producción españolas dominantes de la era. La grabación se llevó a cabo en los Estudios Sevilla Films en Madrid, con los sets de grabación siendo diseñados por el director artístico Enrique Alarcón.

## Reparto
- Lina Yegros como Catalina
- Jorge Mistral como Samuel, el joven
- Alicia Palacios como Jarifa, la morisca
- Julia Lajos como Gregoria, la dueña
- Fernando Fernández de Córdoba como Refriega Hortensio Paraviccino
- José Prada como El Greco
- Eduardo Fajardo como Don Luis Tristán
- Arturo Marín como Abraham
- Félix Fernández como Trabajo
- José Jaspe como Andrés
- Fernando Fresno como Samuel el Viejo
- Ricardo Calvo

## Premios
Tercera edición de las Medallas del Círculo de Escritores Cinematográficos
| Categoría        | Nominados        | Resultado |
| ---------------- | ---------------- | --------- |
| Mejor fotografía | Manuel Berenguer | Ganador   |